# Llenega groga
La llenega groga (Hygrophorus gliocyclus), també anomenada mocosa grogat, és una llenega del grup de les llenegues clares. Es caracteritza pel color groguenc del barret i la cama molt viscosa amb una mena d'anell mocós a la part superior. És un fong micorrízic associat a pins.

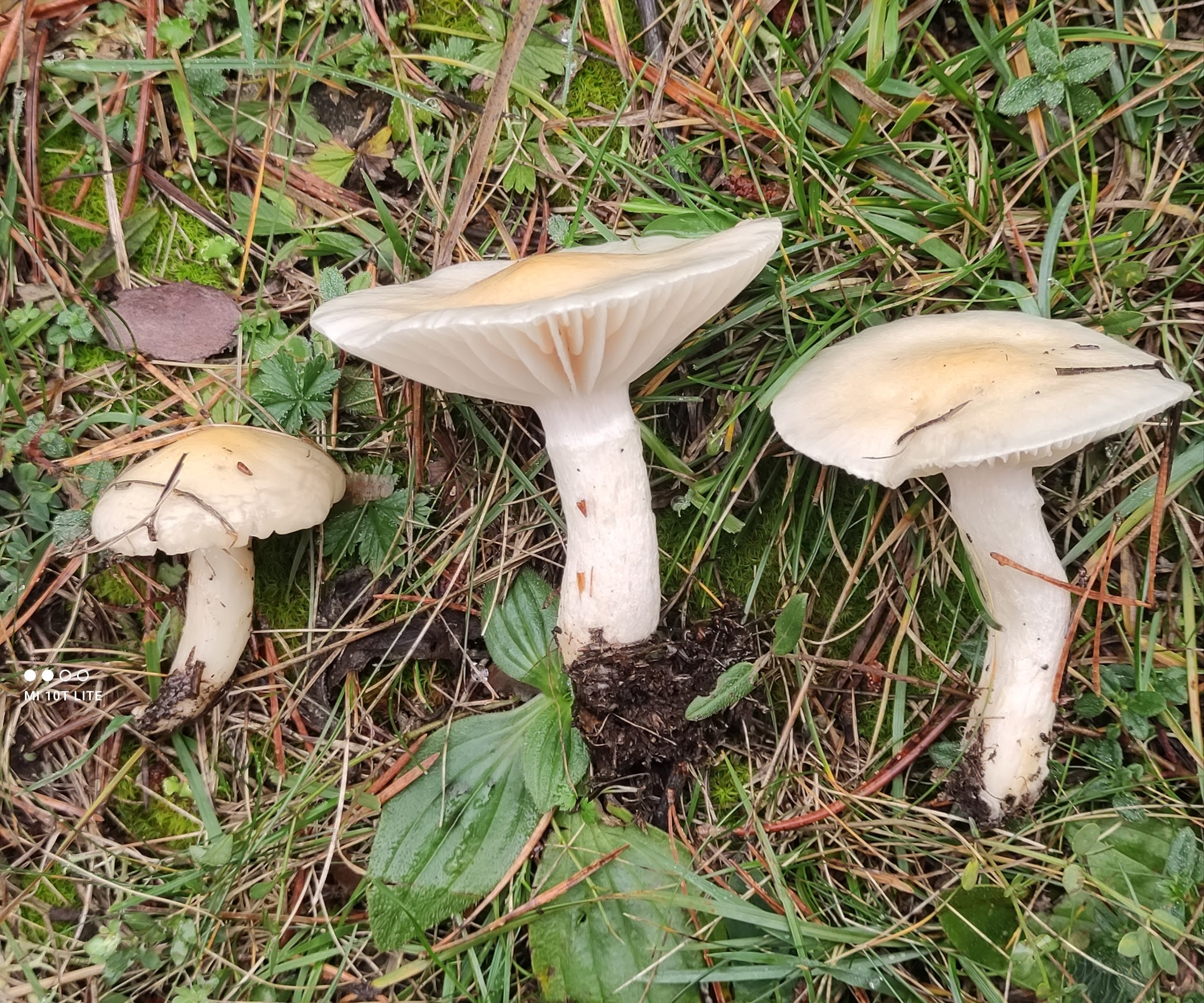
Tres exemplars de llenega groga (Hygrophorus gliocyclus)

## Descripció
Barret de 4-9 cm de diàmetre, convexa, obtús o expandida, blanquinosa al marge, glutinosa, amb una pel·lícula separable, glabra, marge uniforme, al principi involuta. Context compacte i gruixut al disc, bruscament prim al marge, blanc, immutable; olor i sabor suaus.
Làmines àmpliament adnades a decurrents, subdistants, amples darrere, estretes al davant, "groc ivori" a més groguenc d'edat, fins i tot vores.

Cama de 3-6 cm de llarg, (6) 8-12 (20) mm de gruix, igual a lleugerament ventricós, bruscament atenuat per sota, blanquinós a "isard", revestit per un vel hialí i glutinós que acaba en un anell glutinós estret i de vegades obsolet, la regió apical al principi flocosa blanca però esdevenint sedosa-fibril·losa, sòlida.

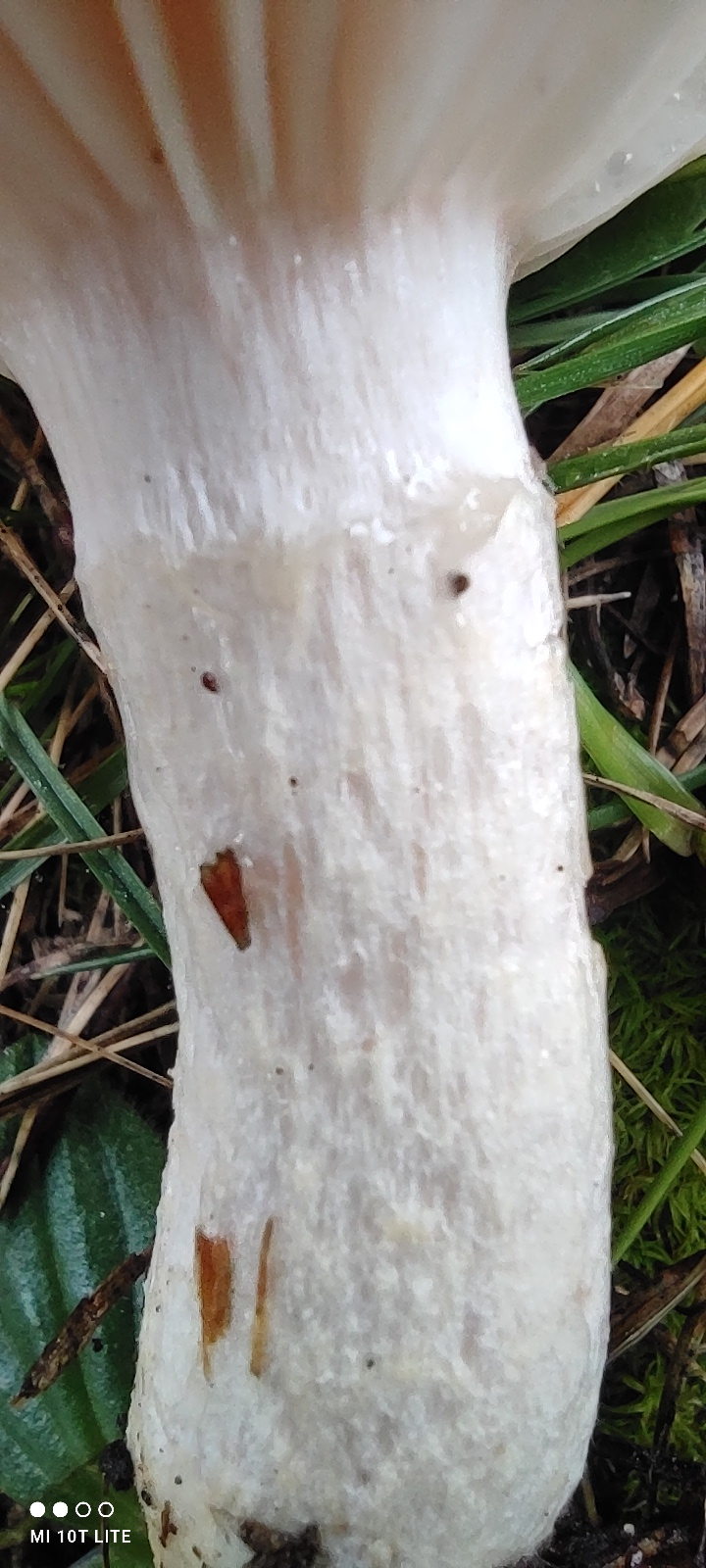
Detall del recobriment mocós de la cama de la llenega groga (Hygrophorus gliocyclus)

## Iconografia
Bon, Marcel. Flore mycologique d’Europe 1. Les Hygrophores. 1990: Planche 5 (F-Hygrophorus gliocyclus).
Fries, Theodor Magnus & Fries, Klas Robert Elias. Icones selectae Hymenomycetum nondum delineatorum. 1882: Lam. 165- 2

## Ecologia
Solitari, gregari o subcespitós, en pinedes de pi roig (Pinus sylvestris), pi pinassa (Pinus nigra ssp. salzmannii) i de pi pinastre (Pinus pinaster); sobre sòls calcaris, algun cop en silicis.

## Distribució
Euroasiàtica, 

## Espècies similars
La llenega blanca de fageda (Hygrophorus discoxanthus) es caracteritza per la variació de les làmines amb el temps; blanquinoses en el jove, esdevenen bru rovell i, en assecar, bru vermellós; el barret és inicialment blanc, amb l'edat o el frec,  bru vermellós des de la vora; tot el bolet esdevé bru groguenc amb KOH.
La llenega blanca (Hygrophorus eburneus), també és un bolet de fagedes; de barret molt de temps blanquinós fins i tot amb l'edat; en assecar, bru groguenc molt pàl·lid; les làmines són de blanquinoses a cremoses; carn d'olor semblant a la de la llenega blanca pudent però molt més dèbil i amb un component afruitat (que recorda les pells de mandarina segons M. Bon); peu que vira de taronja viu a ataronjat amb hidròxid de potassi.
La llenega blanca de bedoll (Hygrophorus hedrychii), també té l'olor típica del grup, molt suau i dolça; barret blanc amb un fons lleugerament rosat; làmines de blanques amb un to rosat a cremoses; reacció feble de la carn a l'hidròxid potàssic, esdevé ocre pàl·lid.
En la llenega blanca de vora groga (Hygrophorus chrysodon) la vora del barret presenta flocs groc daurats.

## Taxonomia
Va ser descrita el 1861 per Elias Magnus Fries Öfvers. K. Svensk. Vetensk.-Akad. Förhandl. 18(1): 27 (1861)

## Comestibilitat
Comestible, molt apreciat.